# Sason robustum
Sason robustum är en spindelart som först beskrevs av O. Pickard-Cambridge 1883.  Sason robustum ingår i släktet Sason och familjen Barychelidae. Inga underarter finns listade i Catalogue of Life.